# Hasselt (Bedburg-Hau)
Hasselt is een dorp in de gemeente Bedburg-Hau in de Duitse regio Nederrijn. Het ligt op enkele kilometers ten zuidoosten van Kleef aan de weg naar Kalkar. Nabijgelegen dorpen zijn Qualburg, Schneppenbaum en Bedburg-Hau. Het dorpsgebied ligt grotendeels in de laagte van de Nederrijnse rivierterrassen aan de voet van de Nederrijnse Heuvelrug. De kerk is gewijd aan St. Stephanus.
Het dorp maakt sinds 1969 deel uit van de gemeente Bedburg-Hau. Bedburg was het grootste kerspel in de buurt en Hau was de grootste gemeente van het nabijgelegen toenmalige Amt Till. Het gemeentehuis van de nieuwgevormde gemeente was lange tijd gevestigd in Hasselt maar is sinds 2004 gevestigd in Schneppenbaum. Aan de doorgaande weg van Kleef naar Kalkar ligt bedrijventerrein Hasselt-Süd.

## Wandelpaden en fietsroutes
- De Prinz-Moritz Weg voert de wandelaar naar Berg und Tal langs het grafmonument van Johan Maurits van Nassau-Siegen op de Papenberg en door het dal langs de oevers van de Kermisdahl tot aan Kleef.
- Het wandelpad Voltaire Weg loopt langs Huis Rosendal over de Nederrijnse Heuvelrug van Hau naar Museum Schloss Moyland.
- De Via Romana fietsroute langs meerdere historische plekken en musea doet ook Hasselt aan.

## Afbeeldingen

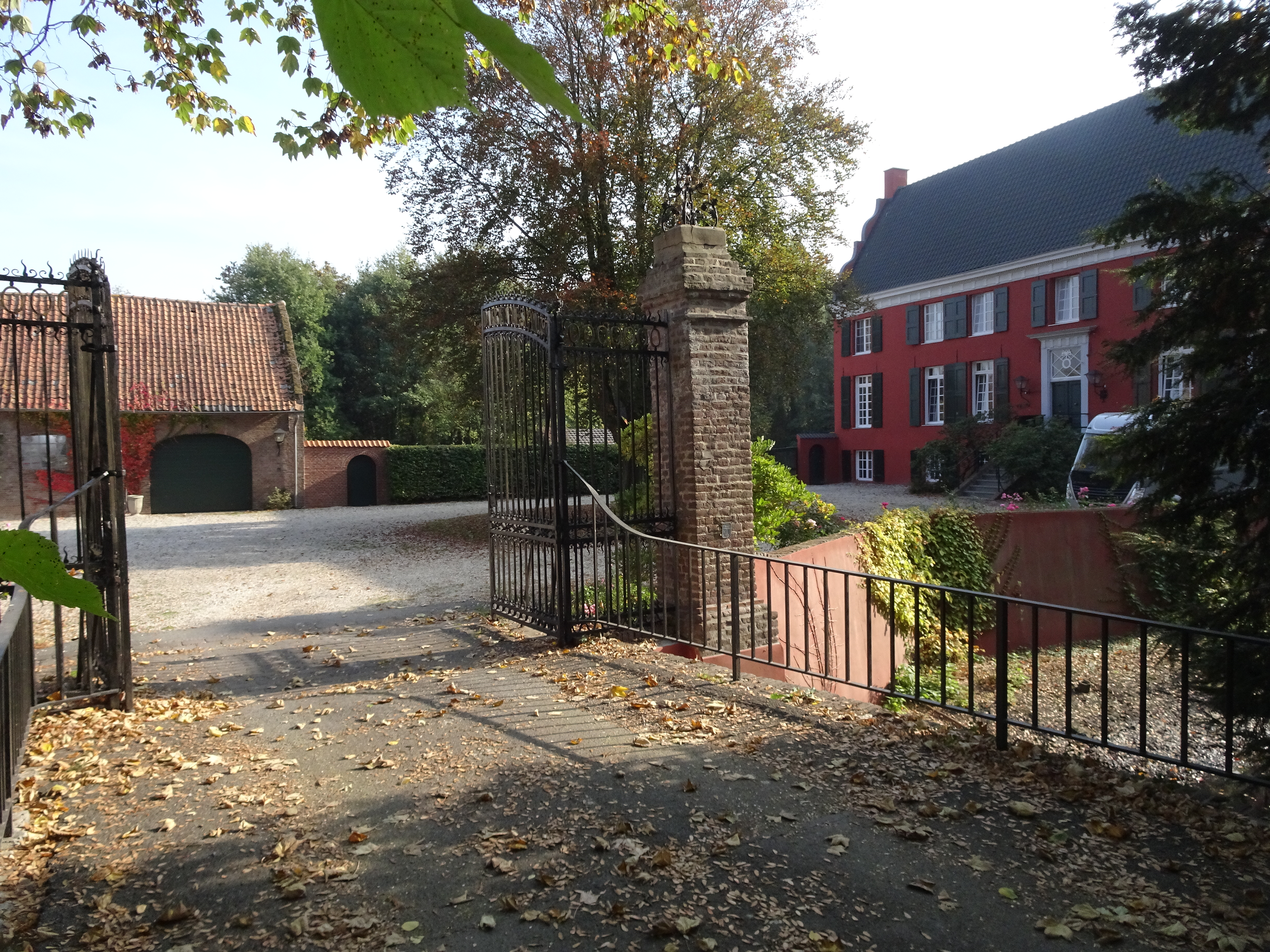
Huis Rosendal
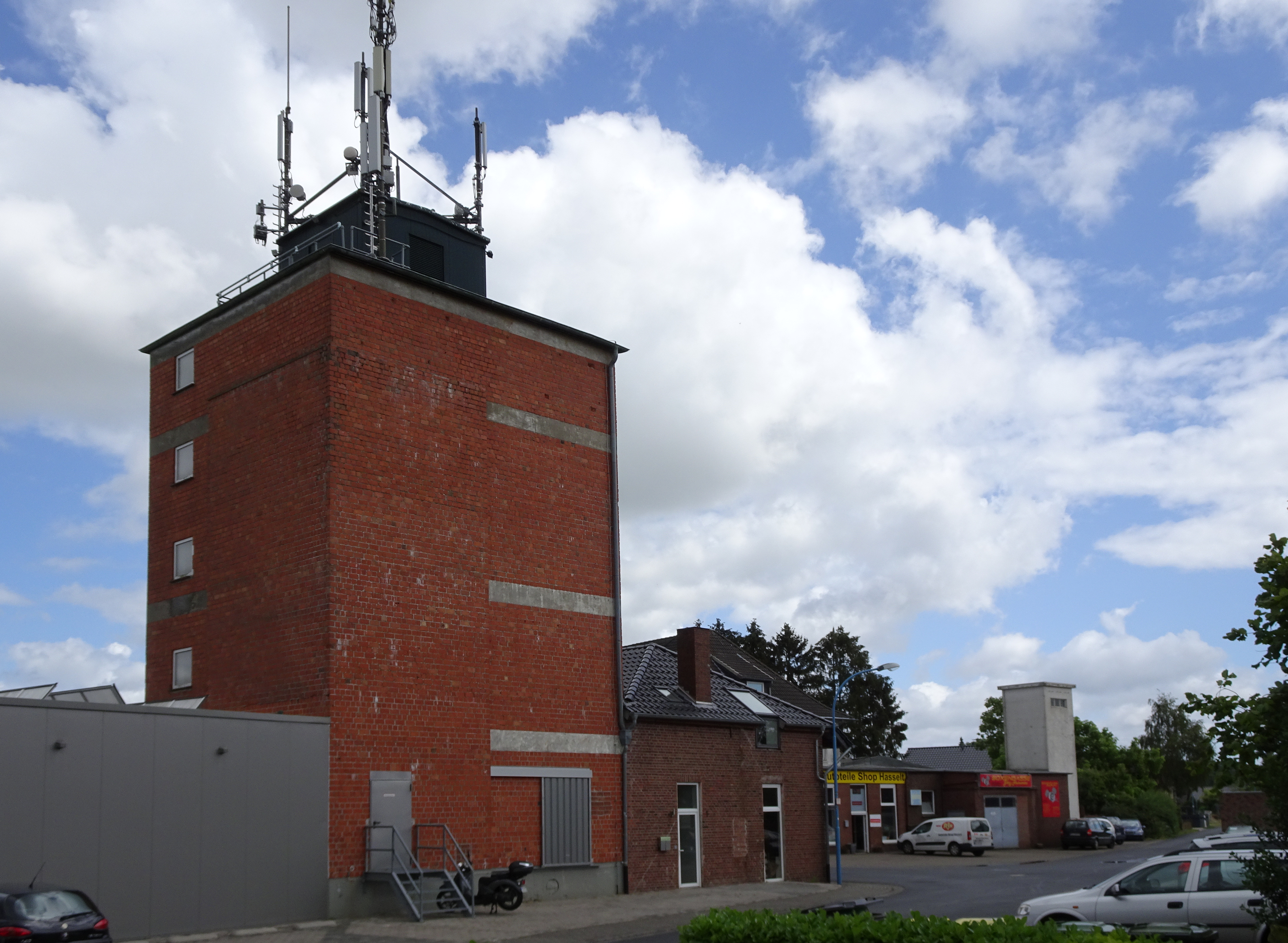
An der Molkerei
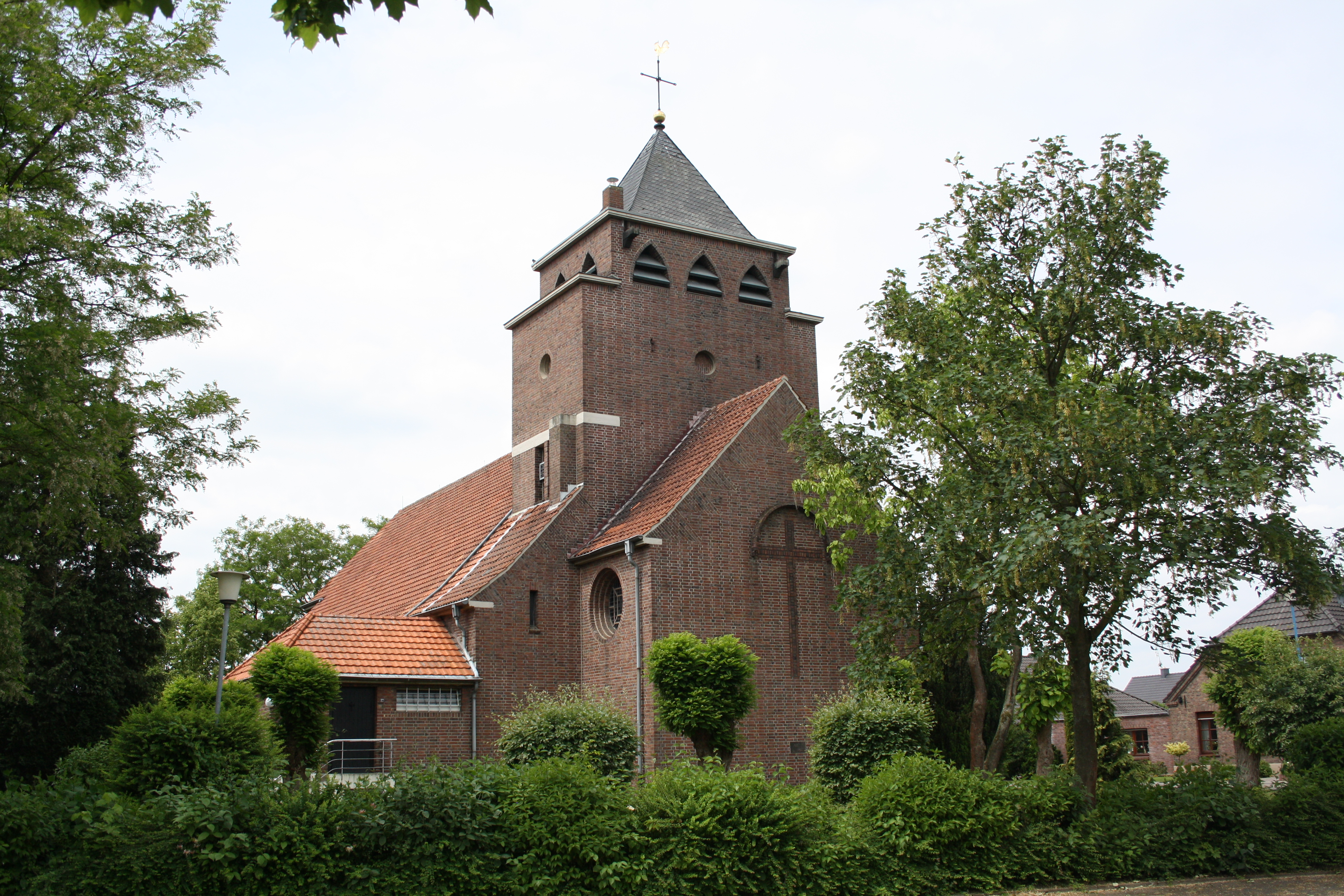
St.Stephanuskerk, Hasselt
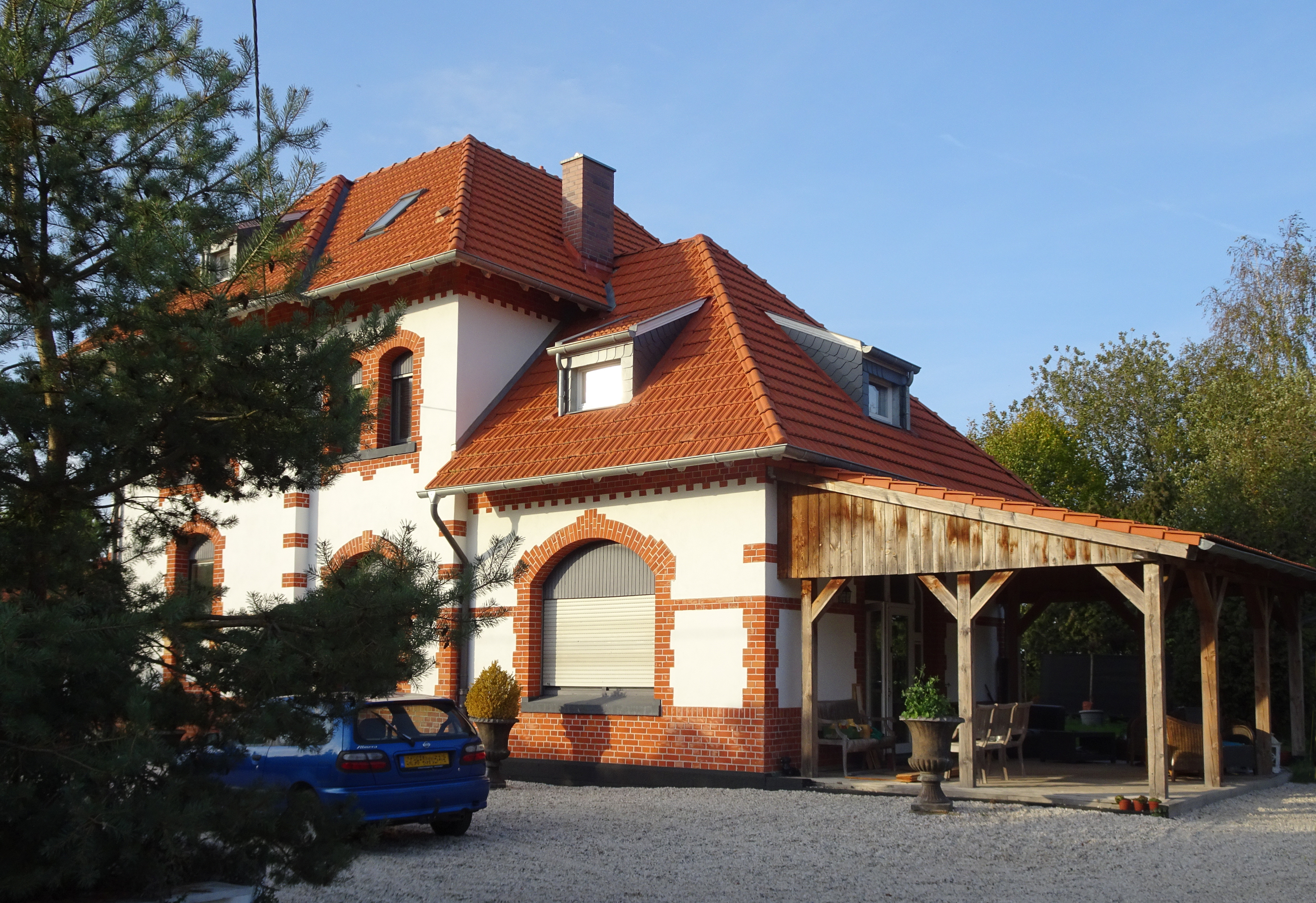
Voormalig station Hasselt